# Knodus borki
Knodus borki es una especie de pez de la familia Characidae en el orden de los Characiformes.

## Hábitat
Vive en zonas de clima tropical

## Distribución geográfica
Se encuentran en Sudamérica: Iquitos (Perú ).